# 眠れない夜 (泉谷しげるの曲)
「眠れない夜」（ねむれないよる）は、泉谷しげるの4枚目のシングル。エレックレコードから1974年10月25日に発売された。泉谷にとって初期の楽曲であるが、そのキャリアを通して長くライブで演奏されており、ライブ版など再録音された音源が発表されている代表曲のひとつである。
オリジナルは、ジョニー吉長らのイエローの伴奏でレコーディングされ、ライブ・アルバム『ライヴ!!泉谷〜王様たちの夜〜』でもイエローがバックを務めた。

## 収録曲
- 全作詞・作曲：泉谷しげる

1. 眠れない夜
2. 乱・乱・乱

## 収録アルバム
- 『黄金狂時代』1974年 - アルバム冒頭曲、シングルと同内容
- 『ライヴ!!泉谷〜王様たちの夜〜』1975年（伴奏はイエロー）
- 『オールナイト・ライヴ』1980年
- 『全身全霊〜Life to soul〜』1996年
- 『対決〜復讐するは我にあり〜』1997年 - CHABO BANDとのジョイント・ライヴ

このほか、コンピレーション・アルバム、ベスト・アルバムにしばしば収録されている。

## カバー
- 吉田拓郎（1988年、アルバム『MUCH BETTER』収録）